# إريك روي
إريك سيرج روي (بالفرنسية: Éric Roy) (26 سبتمبر 1967 في نيس) لاعب كرة قدم فرنسي معتزل كان يجيد اللعب في خط الوسط .

## روابط خارجية
- إريك روي على موقع رابطة كرة القدم الفرنسية للمحترفين (الإنجليزية)
- إريك روي على موقع قاعدة بيانات كرة القدم.إي يو (الإنجليزية)
- إريك روي على موقع ليكيب (الفرنسية)
- إريك روي على موقع Soccerbase.com (لاعب) (الإنجليزية)
- إريك روي على موقع Soccerbase.com (مدرب) (الإنجليزية)
- إريك روي على موقع Soccerway.com (الإنجليزية)
- إريك روي على موقع عالم كرة القدم.نت (الإنجليزية)